# Трейл-мікс

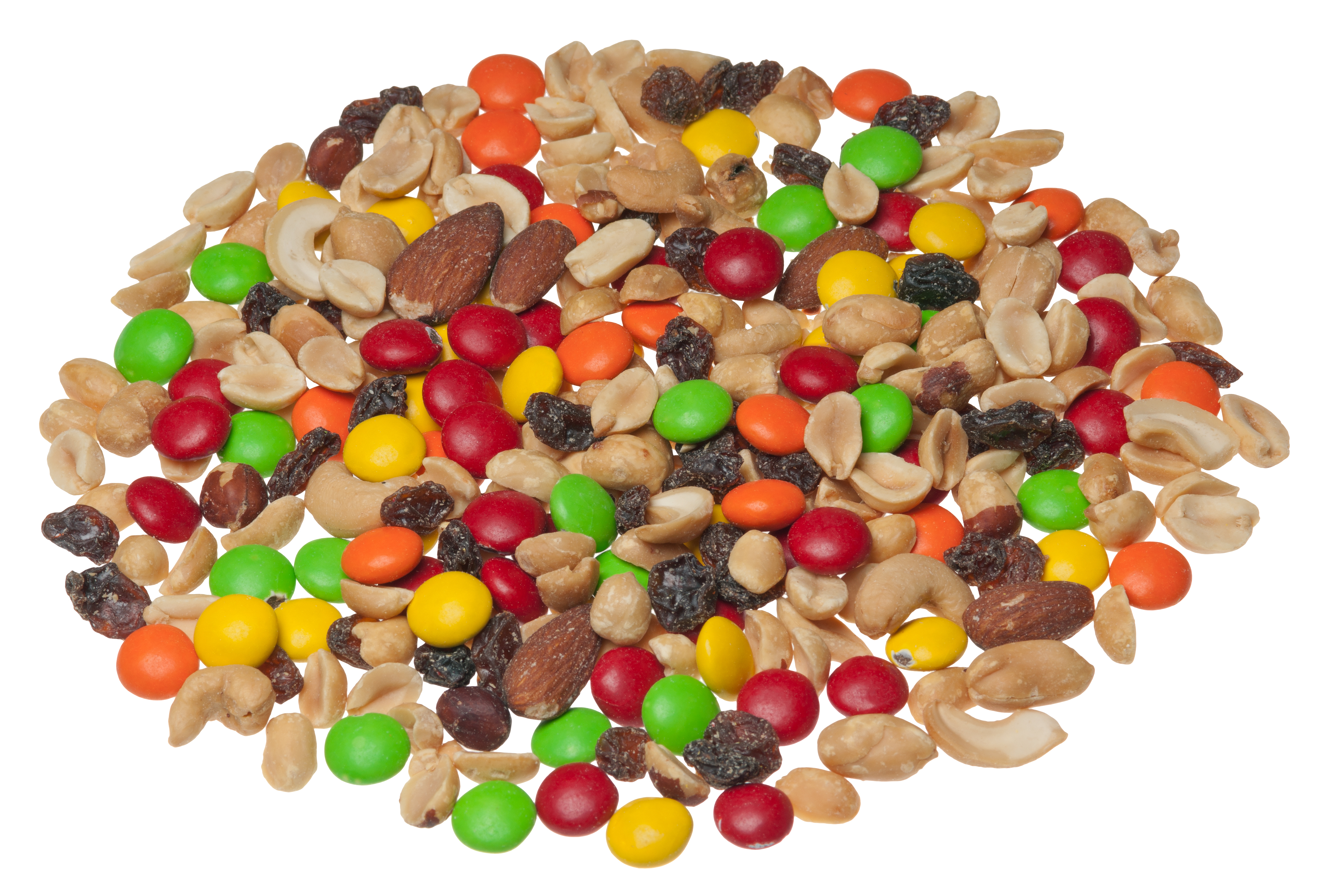
Трейл-мікс компанії Planters

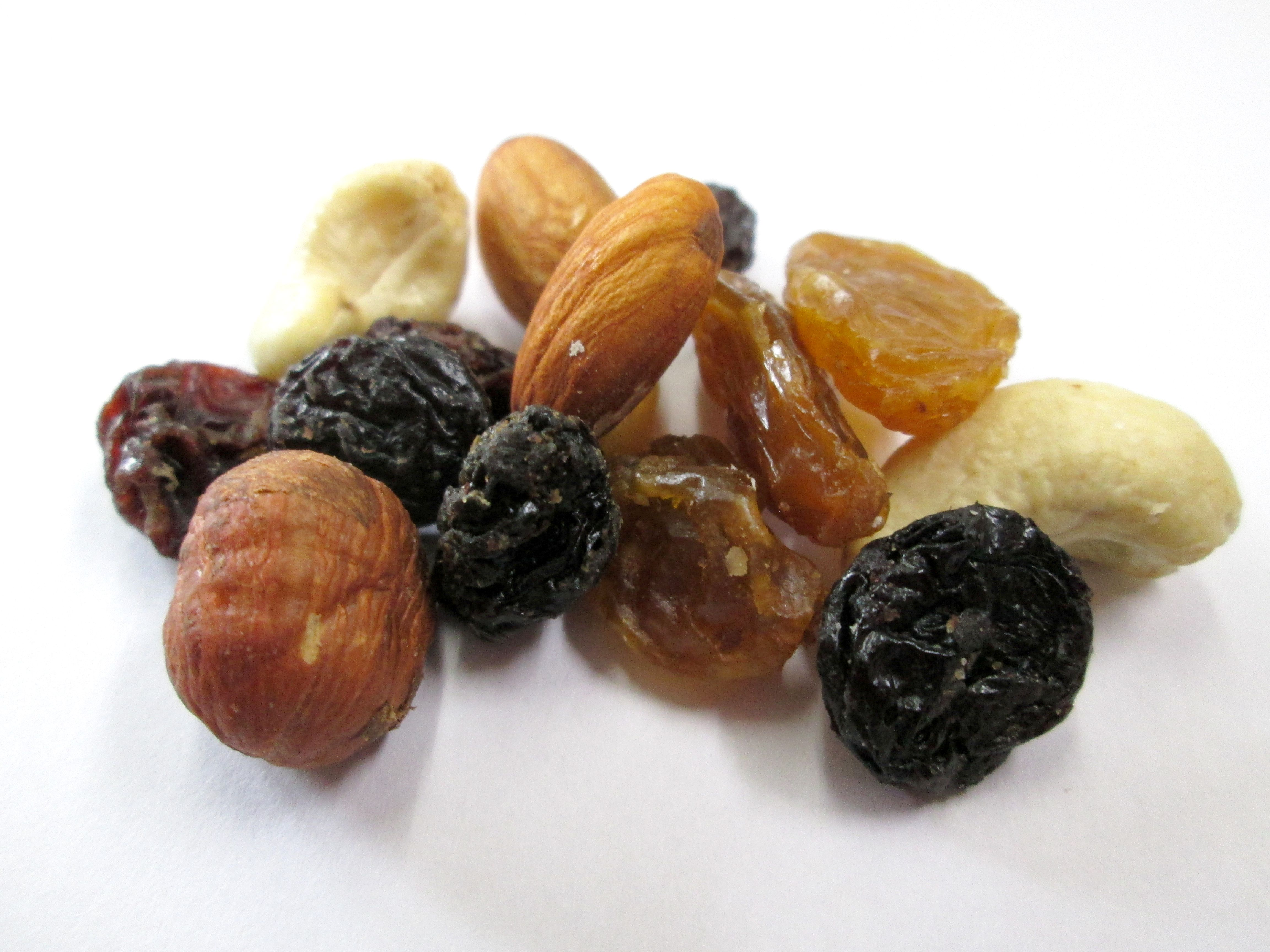
Studentenfutter («студентський корм»)

Трейл-мікс — це різновид снек-міксу, як правило, комбінація граноли, сухофруктів, горіхів, інколи також шоколаду, розроблений, як їжа для походів. Трейл-мікс вважається ідеальною перекускою для походів, тому що він легкий, простий в зберіганні та поживний, забезпечує швидкий приріст енергії від вуглеводів у сухофруктах або гранолі та тривалу енергію від жирів у горіхах.
Поєднання горіхів, родзинок і шоколаду як перекуски для походів датується принаймні 1910-ми, коли на мандрівник Горацій Кепхарт рекомендував її у своєму популярному путівнику для кемпінгу.

## Інші назви
У Новій Зеландії трейл-мікс відомий як «scroggin» або «schmogle». Цей термін вживається також в деяких місцях Австралії, але його використання простежується лише з 1970-х.
Американське слово gorp, термін для трейл-міксу, часто використовуваний туристами в Північній Америці, як правило, вважається абревіатурою від «good old raisins and peanuts» («старі добрі родзинки та арахіс») або його типових інгредієнтів «granola, oats, raisins, peanuts» («гранола, вівсянка, родзинки, арахіс»)[джерело?] хоча суміш може містити М&Ms та інші горіхи, а не вівсяку та гранолу. Оксфордський словник англійської мови цитує посилання на дієслово gorp 1913 року, що означає «їсти жадібно».
У Німеччині, Польщі, Угорщині, Нідерландах, Скандинавії та ряді інших європейських країн, трейл-мікс називають, місцевими мовами, «студентський корм», «студентська вівсянка» або «студентський мікс» і він зазвичай не включає шоколад.
В Ірані змішані горіхи називають «аджил», котрий їдять на таких фестивалях, як Ялдська ніч або просто соціальних «мехмуні».

## Інгредієнти
Типові компоненти можуть включати:
- Горіхи, такі як мигдаль або кеш'ю
- Бобові, такі як арахіс або запечена соя.
- Сухофрукти, такі як журавлина, абрикоси, яблука, або карамелізовані апельсинові кірки
- Шоколад: шоколадні дрібки, просто шматочки та M&Ms
- Сніданки, такі як гранола
- Житні сухарі
- Брецелі
- Насіння, наприклад, гарбузове або соняшникове
- Бананові чипси
- Подрібнений кокос
- Імбир (кристалізований)
- Пепероні